# Pietro D'Asaro
Pietro D'Asaro detto il Monocolo di Racalmuto (Racalmuto, 1579 – 1647) è stato un pittore italiano.
(Leonardo Sciascia, “Il fuoco nel mare”)

## Biografia
Pietro D’Asaro, in arte il «Monocolo di Racalmuto» perché cieco da un occhio, è stato un artista siciliano vissuto tra il 1579 e il 1647. La sua attività pittorica è tra le più importanti testimonianze figurative della tarda maniera siciliana.
La vita e l’attività pittorica di questo artista è da sempre avvolta nel mistero. Pochissime notizie certe ci permettono di dedurre che la sua prima formazione avvenne presumibilmente a Racalmuto, sua città di origine, e che poi l’artista completò la sua educazione artistica tra Palermo, quasi certamente presso la bottega del più anziano e affermato pittore Gaspare Vazzano alias lo «Zoppo di Gangi», i centri più aggiornati dell’Italia controriformata come Roma, Napoli, Genova e forse anche Milano dove entrò in contatto con l’opera di Caravaggio. 
Dall’arte del Merisi, Pietro D’Asaro, cercò di acquisire l’uso razionale della luce e un certo realismo che gli permise di moderare la sua pittura di maniera. Ciò che, tuttavia, con molta probabilità lo influenzò maggiormente fu la particolare poetica di Caravaggio, compresa solo nel ‘900 dal celebre storico dell’arte Roberto Longhi, attenta alla trasmissione di valori riconducibili al cosiddetto “cristianesimo delle origini” e ravvisabile, nelle opere del D’Asaro, soprattutto nel mutato modo di sentire e quindi di dipingere il volto della Vergine Maria. Un senso di profonda umiltà ed elegante riservatezza viene trasmesso dalle giovanissime Madonne dasariane, che come gigli di superba bellezza si offrono al riguardante che le sa osservare.
Nel particolare modo del Monocolo di raffigurare i soggetti sacri è, inoltre, riscontrabile un doppio registro linguistico in cui il pittore utilizza il realismo caravaggesco per comunicare con più franchezza la veridicità del concetto cristiano e l’eleganza della maniera per rappresentare la potenza divina.
Della sua vita e della sua formazione artistica sono pervenute pochissime informazioni contenute in "riveli", documenti e atti notarili. Benché non esistano evidenze documentarie che supportino la tesi di un apprendistato del D. presso il Vazzano, alcune evidenze stilistiche, reciproche contaminazioni nelle opere di entrambi i pittori ed il matrimonio stipulato tra Caterinella, la sorella del Monocolo e Antonino Vazzano, figlio del maestro di Gangi sembrano avvalorarne la credibilità. Nonostante gli sforzi di indagine archivistica e documentaria profusi, tutt'oggi il periodo della vita biografica e professionale del D. compreso tra il 1600 e 1607 rimane oscuro. Si é supposto che l'artista in questo periodo avesse potuto intraprendere un soggiorno di studio tra i maggiori centri della penisola italiana del quale però non rimane memoria scritta.
L’unica eccezione sarebbe la notizia riportata dall’erudito pittore cappuccino padre Fedele da San Biagio che lo dice «ritornato da Roma, dove fece il suo studio e da Genova dove si fece commodo». Ad appoggiare l’ipotesi della sosta genovese concorre, inoltre, la probabilità che a finanziare il viaggio possano essere stati i Conti Del Carretto, potenti nobili di Racalmuto di origine ligure e committenti in più occasioni del pittore.
In tale viaggio di studio si è supposto che il D’Asaro avesse visitato anche Roma (verosimilmente attratto dall’anno giubilare 1600), Genova, Napoli e Milano. 
La prima notizia di una opera del Monocolo è di Antonino Mongitore (Ms del sec. XVIII) e risale al 1607.
Si tratta del perduto San Michele Arcangelo visto dall’erudito presso la chiesa di Santa Maria di Gesù dei Francescani Osservanti fuori le mura di Palermo.
La prima opera esistente è invece datata al 1608 ed è il San Giuliano conservato presso la chiesa eponima di Racalmuto. Bisogna però tenere conto della tela raffigurante la Adorazione dei Magi di Aragona datata 1607 che, seppur recante una firma parziale alludente allo Zoppo di Gangi, si ritiene piuttosto opera del Monocolo.

## Opere

### Provincia di Agrigento

#### Agrigento
- XVII secolo, San Carlo Borromeo, opera documentata nella cattedrale di San Gerlando.

#### Cammarata
- XVII secolo, Sacra Famiglia e Natività, olio su tela, opere documentate nel chiesa di San Biagio.
- XVII secolo, Madonna della Catena, opera documentata nel duomo di San Nicola di Bari.
- 1626, Sacra Famiglia raffigurata con Sant'Anna e San Gioacchino, opera custodita nel duomo di San Nicola di Bari.

#### Canicattì
- XVII secolo, Sacra Famiglia, opera documentata nella chiesa della Beata Vergine del Monte Carmelo.
- 1633, Sacra Famiglia raffigurata con Sant'Anna e San Gioacchino, opera proveniente dalla chiesa della Beata Vergine del Carmelo e custodita nel duomo di San Pancrazio.

#### Grotte
- XVII secolo, Ciclo di due pale d'altare, opere custodite nel duomo di Santa Venera di Grotte.

#### Racalmuto
- 1608, San Giuliano, opera custodita nella chiesa di San Giuliano.
- 1613c., Crocifisso con i Santi Ausiliatori, opera custodita nella chiesa del Carmine.
- 1613c., Sacra Famiglia, opera custodita nella chiesa del Carmine.
- XVII secolo, Nascita di Gesù, opera documentata nel Castello Chiaramonte.
- XVII secolo, Madonna dell'Itria, opera documentata nella chiesa dell'Itria.
- XVII secolo, San Michele Arcangelo, opera documentata nella chiesa dell'Itria.
- 1636, Vergine del Rosario, opera firmata e datata documentata nella chiesa di Santa Maria di Gesù, oggi distrutta.

- Duomo dell'Annunziata:
  - XVII secolo, Maria Maddalena, dipinto su tavola,
  - XVII secolo, Immacolata Concezione, raffigurata con San Francesco d'Assisi e Santa Chiara, dipinto su tavola.
  - 1613, San Nicolò in trono, proveniente dalla chiesa di San Nicolò.
  - 1620c., Cena in casa del Fariseo.
  - 1620c., Autoritratto.
  - XVII secolo, Madonna della Catena.

#### San Giovanni Gemini
- XVII secolo, Sant'Eligio, opera custodita nella Cappella di San Biagio della chiesa madre di San Giovanni Battista.

### Provincia di Caltanissetta
- XVII secolo, Santa Rosalia, opera custodita nella chiesa di Santa Maria di Loreto di Delia.
- 1613c., Vergine con Santa Elisabetta, opera custodita nella chiesa di San Giovanni Battista di Mussomeli.

### Provincia di Catania
- XVII secolo, Morte del Giusto, opera proveniente dalla collezione Leonardi, custodita nella Pinacoteca Zelantea di Acireale.
- XVII secolo, Conversione di San Paolo, opera custodite nei Musei civici Luigi Sturzo di Caltagirone.
- XVII secolo, Annunciazione, Pala d'altare custodita nella chiesa dell'Annunziata dell'ex Monastero di Paternò.

### Provincia di Enna

#### Barrafranca
Chiesa di Maria Santissima della Stella:
- 1620c., Purgatorio, olio su tela, opera proveniente dalla chiesa del Purgatorio;
- 1620c., Miracolo di San Isidoro Agricola, olio su tela, opera proveniente dalla chiesa del Purgatorio.

### Provincia di Messina
- 1618, Naufragio, dipinto dal tema allegorico - biblico, opera documentata in una collezione privata di Taormina.

### Provincia di Palermo
- XVII secolo, Ultima Cena, pala d'altare, opera custodita nell'Oratorio della Compagnia del Santissimo Sacramento di Carini.
- XVII secolo, Annunciazione ritratta con San Nicola di Bari e Sant'Antonio di Padova, trittico, opera documentata nella chiesa di San Sebastiano di Chiusa Sclafani.
- XVII secolo, Natività, dipinto, opera documentata nella chiesa di San Vito di Chiusa Sclafani.
- XVII secolo, Immacolata Concezione ritratta con San Francesco d'Assisi e Santa Chiara, opera proveniente dal Collegio dei Gesuiti e custodita nella chiesa di San Giuseppe di Termini Imerese.
- 1618, Martirio dei Santi Crispino e Crispiniano, firmato e datato, commissione per l'Oratorio dei Santi Crispino e Crispiniano, oggi custodito nella chiesa di San Carlo Borromeo di Termini Imerese.

#### Palermo
- 1607, San Michele Arcangelo, dipinto autografo con la dicitura Monocolus Recalmutensis pingebat 1607, opera documentata nella chiesa di Santa Maria del Gesù.[1]
- 1612, San Carlo Borromeo in adorazione del Crocifisso, opera documentata nel convento di San Domenico.
- 1613c., Adorazione dei Magi, bozzetto di pala d'altare, opera custodita nella chiesa di Santa Cita.
- 1618, David e Abigaille, opera documentata nella collezione Anastasi.
- 1618, Naufragio, dipinto dal tema allegorico - biblico, opera documentata in una collezione privata.
- 1622, Visitazione (?), pittura su pannello proveniente dalla Congregazione di Santa Maria di Gesù, ritenuta una delle sue prove migliori, opera custodita nel Museo diocesano.
  - (?) Le figure di Maria Vergine, San Giovanni Evangelista, Santa Maria Maddalena, San Francesco d'Assisi e schiere d'angeli piangenti, figure dipinte facenti parte verosimilmente di una Crocifissione di Gesù Cristo in rilievo.[2]

- Galleria regionale della Sicilia di «Palazzo Abatellis»
  - 1609, Natività di Gesù con Santa Chiara, San Francesco d'Assisi e San Giovanni Battista, opera documentata per la chiesa di San Vito di Chiusa Sclafani oggi nei depositi.
  - 1611, Ultima Cena, opera proveniente dal convento di Santa Maria di Gesù.
  - 1613c., Adorazione dei Magi, olio su tela, due bozzetti di pale d'altare, di ottima fattura.
  - XVII secolo, San Francesco abbraccia il Crocifisso, olio su tela.
  - XVII secolo, Orfeo suona il violino.
  - XVII secolo, Maddalena penitente, tavoletta firmata, opera proveniente dal convento dell'Ordine dei frati minori cappuccini di Castronovo di Sicilia, custodita nei depositi.
  - XVII secolo, Lapidazione di Santo Stefano, tavoletta firmata, custodita nei depositi.

- Palazzo Alliata di Villafranca[3][4]
  - 1613 - 1618, Scena di naufragio o Pesca miracolosa, opera documentata nella Quadreria, oggi custodita nella Sala dello Stemma.
  - 1613 - 1618, Orfeo incanta gli animali, opera documentata nella Quadreria, oggi custodita nella Sala dello Stemma.

## Disegni e bozzetti
Studi preparatori di pale d'altare provenienti dalla collezione Sgadari di Lo Monaco:
- Presentazione al tempio,
- Fuga in Egitto,
- Santa Rosalia in preghiera,
- Santa Rosalia intercede per la città di Palermo,
- Scene di martirio,
- Sacra Famiglia.